# مارينا دي راغوزا
مارينا دي راغوزا (بالإيطالية: Marina di Ragusa)‏ هي قرية في جنوب إيطاليا من بلدية راغوسا في صقلية. تشتهر بشواطئها الجميلة والحياة الليلية المفعمة بالحيوية. تقع مارينا دي راغوزا على ساحل المتوسط مباشرة قبالة جزيرة مالطا. يبلغ تعداد السكان الرسمي 4070 نسمة ولكنها خلال الصيف تزدهر لتضم 60000 نسمة.